# ستبردم کوتاه‌پشم
ستبردم کوتاه‌پشم (نام علمی: Murexia longicaudata) نام یک گونه از تبار کیسه‌راسوتباران است.